# 2 iepurași
2 iepurași este un film românesc de scurt metraj din 1952 regizat de Ion Popescu-Gopo.